# Stefan Mladenovic
Stefan Mladenovic (Servisch: Стефан Младеновић) (Belgrado, 28 juni 1990) is een Servisch-Nederlands professioneel basketballer. 
Mladenovic heeft gespeeld voor Wijchen, Groningen, Den Helder en Rotterdam in de Dutch Basketball League. Mladenovic speelt voornamelijk als point guard of shooting guard. Sinds 2013 speelt hij ook voor het Nederlands nationaal basketbalteam.
In januari 2015 tekende hij een contract om voor een half seizoen bij Donar op amateurbasis te spelen. In september 2015 tekende hij bij Challenge Sports Rotterdam. Na zijn tijd in de havenstad tekende hij in september 2016 weer een contract bij Donar, om de selectie te versterken op de point guard-positie. 

## Statistieken
| Jaar                        | Team       | GS | MPW  | 2P%  | 3P%  | VW%  | RPW  | APW  | SPW  | BPW  | PPW  |
| --------------------------- | ---------- | -- | ---- | ---- | ---- | ---- | ---- | ---- | ---- | ---- | ---- |
| 2010–11                     | Rotterdam  | 26 | 28.4 | .389 | .345 | .654 | 3.1  | 3.1  | 1.2  | 0.0  | 9.7  |
| 2011–12                     | Rotterdam  | 24 | 30.3 | .358 | .267 | .577 | 3.2  | 2.3  | 1.2  | 0.1  | 10.0 |
| 2012–13                     | Den Helder | 36 | 25.5 | .357 | .308 | .674 | 2.3  | 2.2  | 0.8  | 0.1  | 6.3  |
| 2013–14                     | Wijchen    | 26 | 22.5 | .381 | .309 | .690 | 1.8  | 1.7  | 0.8  | 0.1  | 8.4  |
| 2014–15                     | Groningen  | 23 | 10.9 | .365 | .257 | .500 | 1.13 | 0.61 | 0.48 | 0.00 | 2.91 |
| Laatste update: 1 aug. 2015 |            |    |      |      |      |      |      |      |      |      |      |

## Erelijst
- Nederlands kampioen (1): 2017
- NBB-Beker (2): 2015, 2017
- Supercup (1): 2016